# Blow (Rick Ross)
"Blow" je promotivni singl repera Ricka Rossa s njegovog debitantskog studijskog albuma Port of Miami. Pjesma je kao singl objavljena u formatu CD singla, 12" inčnog singla i digitalnog downloada, 2006. godine. Pjesmu je producirao duo Cool & Dre, te na pjesmi gostuje Dre.

## Popis pjesama
| Br. | Skladba                               | Trajanje |
| --- | ------------------------------------- | -------- |
| 1.  | »Blow« (Explicit) (featuring Dre)     | 4:10     |
| 2.  | »Blow« (Clean) (featuring Dre)        | 4:10     |
| 3.  | »Blow« (Instrumental) (featuring Dre) | 4:10     |

## Nadnevci objavljivanja
| Država                     | Nadnevak | Format                                        | Diskografska kuća                                             | Izvor |
| -------------------------- | -------- | --------------------------------------------- | ------------------------------------------------------------- | ----- |
| Sjedinjene Američke Države | 2006.    | CD singl, 12" inčni singl, digitalni download | Slip-n-Slide Records Def Jam Recordings Poe Boy Entertainment | [ 1 ] |